# おばこ (鉄道車両)

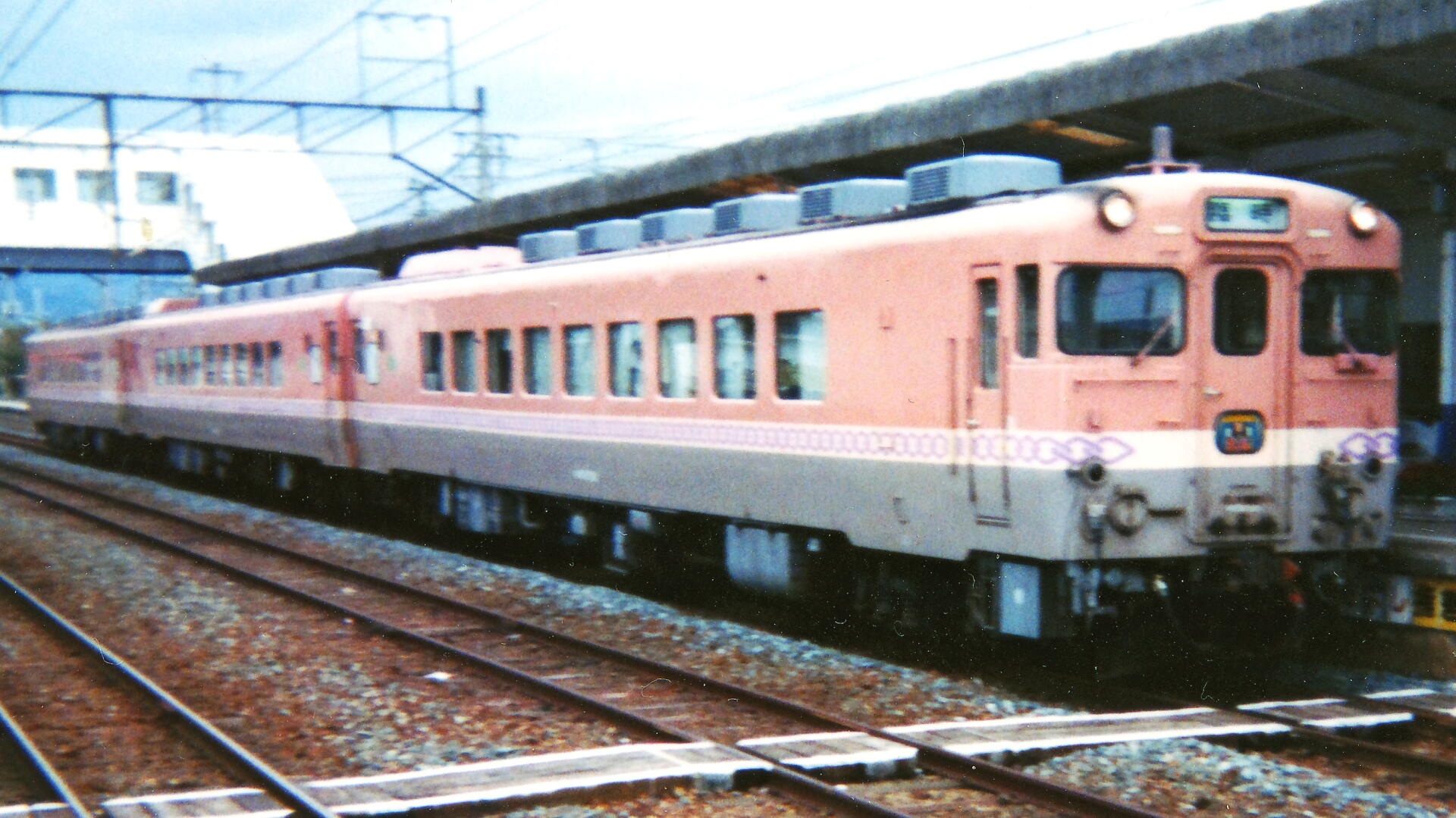
おばこ（旧塗装）

おばこは、日本国有鉄道（国鉄）・東日本旅客鉄道（JR東日本）が1984年（昭和59年）から2006年（平成18年）まで保有していた鉄道車両（気動車）で、ジョイフルトレインと呼ばれる車両の一種である。

## 車両
いずれの車両もキハ28形・キハ58形気動車より改造されており、キロ59形500番台とキロ29形500番台である。改造は土崎工場が担当した。
- 1号車 キロ59 501
- 2号車 キロ29 501
- 3号車 キロ59 502

## 沿革
秋田地区の団体臨時列車用として改造された。当初は愛称が無かったが、グレードアップ改造されて1991年（平成3年）4月28日から「こまち」の名称で運用されていた。その後、秋田新幹線開業に伴い「おばこ」に改名し
車体も更新された。「おばこ」とは、辞書によると東北地方で、少女や娘、あるいは、跡取り以外の娘、未婚の女性や妹を意味するとされる。